# Macromerus
Macromerus är ett släkte av skalbaggar. Macromerus ingår i familjen vivlar.

## Dottertaxa tillMacromerus, i alfabetisk ordning[1]
- Macromerus albofasciatus
- Macromerus alienus
- Macromerus amazonus
- Macromerus angustatus
- Macromerus aquilinus
- Macromerus aquilus
- Macromerus arachnoides
- Macromerus atrirostris
- Macromerus avicularis
- Macromerus biangularis
- Macromerus bicinctus
- Macromerus bifasciatus
- Macromerus bilunatus
- Macromerus bilunulatus
- Macromerus bisignatus
- Macromerus bolivianus
- Macromerus carinifrons
- Macromerus chimaris
- Macromerus cinctellus
- Macromerus clavatus
- Macromerus clavipes
- Macromerus collaris
- Macromerus concolor
- Macromerus costicollis
- Macromerus crassipes
- Macromerus crassus
- Macromerus crinitarsis
- Macromerus cultricollis
- Macromerus deplanatus
- Macromerus discicollis
- Macromerus flagitiosus
- Macromerus flavocinctus
- Macromerus flavofasciatus
- Macromerus foveifrons
- Macromerus foveolatus
- Macromerus funebris
- Macromerus gehini
- Macromerus gibbicollis
- Macromerus gracilipes
- Macromerus grallipes
- Macromerus granulatus
- Macromerus granulicollis
- Macromerus griseus
- Macromerus innoxius
- Macromerus insignis
- Macromerus lanipes
- Macromerus latus
- Macromerus leuconotus
- Macromerus lherminieri
- Macromerus longitarsis
- Macromerus monachus
- Macromerus nubilus
- Macromerus numenius
- Macromerus peruvianus
- Macromerus propinquus
- Macromerus pupillatus
- Macromerus similis
- Macromerus stigmaticus
- Macromerus subauratus
- Macromerus subfasciatus
- Macromerus succinctus
- Macromerus sulcifrons
- Macromerus tenuicinctus
- Macromerus tibialis
- Macromerus triangularis
- Macromerus unicolor
- Macromerus versicolor